# 亨利·科昂
亨利·科昂（法語：Henri Cohen，？—1930年），比利时男子水球运动员。他曾代表比利时参加1900年夏季奥林匹克运动会水球比赛，获得一枚银牌。